# Łukówiec (powiat otwocki)
Łukówiec – wieś sołecka w Polsce położona w województwie mazowieckim, w powiecie otwockim, w gminie Karczew.
Wierni Kościoła rzymskokatolickiego należą do parafii św. Jana Chrzciciela w Warszawicach.

## Historia
Wieś szlachecka Lukowiecz położona była w drugiej połowie XVI wieku w powiecie czerskim ziemi czerskiej województwa mazowieckiego. W latach 1975–1998 miejscowość należała administracyjnie do województwa warszawskiego.
Na południe od Brzezinki prowadzi droga do Łukówca. Również w bliskości od wsi znajduje się las i rzeczka Jagodna.
Pierwsza wzmianka o Łukówcu pochodzi z roku 1476, kiedy to posiadłości zwane Łukowie, wymienione zostały jako dobra Sobiekurskich. Nazywano je Łukowie, jako że bagniste tereny nad rzeczką pokrywały bujnie łąki. Gdy dobra Sobiekurskich przejęli Bielińscy, Łukówiec wchodził w skład ich włości aż do początków XIX w. Zadłużony majątek Bielińskich został podzielony na poszczególne folwarki. W 1827 w drodze licytacji, nowymi właścicielami Sobiekurska z przyległościami, a w tym i Łukówca stali się Stalkowscy, a po nich Zawadzcy.
Granice folwarków zostały tak ustalone że część Łukówca, tzw. Górki, została przydzielona do folwarku całowańskiego. Folwarki zniknęły, a granice pozostały. Górki, mimo że sąsiadują z Łukówcem, należą do dziś do oddalonego sołectwa Całowanie. Reforma uwłaszczeniowa z 1864 r. oddała w ręce gospodarzy dzierżawione tylko dotąd działki, których faktycznym właścicielem był dziedzic. Teraz nastąpił rozwój gospodarki indywidualnej (podobnie jak w innych wioskach gminy). Początek szkoły powszechnej w Łukówcu datuje się na czasy sprzed I wojny światowej.
Po uzyskaniu niepodległości zbudowany został budynek szkolny i remiza strażacka. We wsi działało koło Stronnictwa Ludowego, którego działacze wspólnie z nauczycielami i strażakami przyczyniali się do życia kulturalnego wsi. W czasie okupacji we wsi istniał ruch oporu, Niemcy wkroczyli do wsi i 30 mężczyzn wywieźli do Prus. Straż pożarna istnieje od 1926 r. a strażacy obecnie mają do dyspozycji nową remizę, która jest także ośrodkiem kulturalnym..Ochotnicza Straż Pożarna w Łukówcu ma długoletnią tradycję. Dzieci uczęszczają do szkoły podstawowej w Sobiekursku. Od 1957 r. Łukówiec jest zelektryfikowany, ma także połączenie autobusowe.